# Rolf Schnellecke

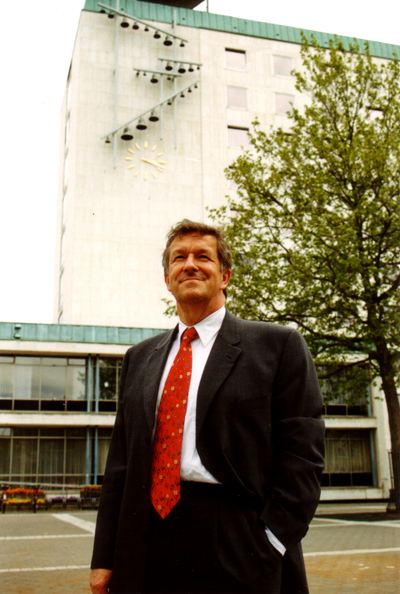
Rolf Schnellecke

Rolf Schnellecke (* 12. September 1944 in der Stadt des KdF-Wagens bei Fallersleben, heute Wolfsburg) war von 2001 bis 2011 Oberbürgermeister der Stadt Wolfsburg in Niedersachsen.

## Leben
Schnellecke absolvierte 1964 sein Abitur am Wolfsburger Theodor-Heuss-Gymnasium und studierte danach bis 1975 Rechts- und Wirtschaftswissenschaften in Göttingen und Hamburg. Danach war er bis 1979 als Städtischer Rat und Persönlicher Referent des Oberstadtdirektors in der Stadt Wolfsburg tätig. Er wechselte von 1979 bis 1981 als Dezernent zur Bezirksregierung Braunschweig und von 1984 bis 1986 als Referatsleiter Wirtschaft, Finanzen, Internationale Beziehungen in die Staatskanzlei Hannover. Dort war er auch von 1986 bis 1990 Leiter der Kabinettsabteilung und nach dem Regierungswechsel Leiter des Planungsstabes. Schnellecke ist seit 1990 Mitglied der CDU.
Nach der deutschen Wiedervereinigung war Schnellecke von 1990 bis 1992 als Leiter des Aufbaustabes für die Regierungsbildung und Sonderbeauftragter des Ministerpräsidenten in der Staatskanzlei in Sachsen-Anhalt beschäftigt. In der Zeit von 1992 bis 1995 ließ er sich aus persönlichen Gründen beurlauben und war im Familienunternehmen der internationalen Spedition Rolf Schnellecke tätig. In diese Zeit fällt auch seine Funktion als ehrenamtlicher Präsident des VfL Wolfsburg von 1993 bis 1995. Seit dem 23. Mai 2001 ist Schnellecke Mitglied des Aufsichtsrats der VfL Wolfsburg-Fußball GmbH.
Ab 1995 war er Oberstadtdirektor von Wolfsburg. Mit der Einführung der Eingleisigkeit in Niedersachsen wurde das Amt des Oberstadtdirektors abgeschafft und ging im Amt des Oberbürgermeisters auf. Schnellecke stellte sich 2001 zur Wahl des Oberbürgermeisters und wurde von den Bürgern der Stadt mit absoluter Mehrheit gewählt. 2006 wurde er im zweiten Wahlgang wiedergewählt. Seine Gegenkandidatin in der Stichwahl war die SPD-Politikerin Renate Jürgens-Pieper. Schnellecke wurde 2008 zum Honorarprofessor an der Technischen Fachhochschule Wildau ernannt. Am 6. April 2011 kündigte er seinen Rückzug vom Amt zum Ende des Jahres 2011 an, so dass die Neuwahl des Oberbürgermeisters zeitgleich mit den niedersächsischen Kommunalwahlen am 11. September 2011 stattfinden konnte. Als Nachfolger wurde sein bisheriger Stellvertreter gewählt, Erster Stadtrat Klaus Mohrs (SPD), der das Amt von Schnellecke zum 1. Januar 2012 übernahm.
Bis heute (2021) ist Schnellecke Aufsichtsratsvorsitzender und Inhaber der Schnellecke Logistics mit Hauptsitz in Wolfsburg. Dies führte in der Vergangenheit mehrfach zu öffentlicher Kritik. So beauftragte der Volkswagenkonzern 2001, nachdem das Manager Magazin Recherchen über die Geschäftsbeziehungen zwischen VW und dem Wolfsburger Stadtoberhaupt aufgenommen hatte, Wirtschaftsprüfer, welche die Anschuldigungen zurückwiesen. 2010 begann die Staatsanwaltschaft Braunschweig mit Ermittlungen gegen Schnellecke wegen des Verdachts der Vorteilsannahme, nachdem der Pressesprecher der Stadtwerke Wolfsburg Maik Nahrstedt den Vorwurf erhoben hatte, er sei in den Kommunalwahlkämpfen 2001 und 2006 während seiner Arbeitszeit für die CDU tätig gewesen. Die Staatsanwaltschaft Braunschweig stellte im November 2012 die Ermittlungen gegen ihn ein.
Schnellecke ist in zweiter Ehe verheiratet und hat vier Kinder.

## Auszeichnungen
Am 29. November 2014 erhielt Schnellecke die Ehrenbürgerwürde der Stadt Wolfsburg.
2018 wurde Schnellecke in die Logistics Hall of Fame aufgenommen.
2023 wurde Schnellecke das Verdienstkreuz am Bande des Verdienstordens der Bundesrepublik Deutschland verliehen.